# Przytulikowate
Przytulikowate – takson w obrębie płucodysznych ślimaków nasadoocznych (Basommatophora), obejmujący gatunki o czapeczkowatych muszlach. Do niedawna klasyfikowany był w randze rodziny Ancylidae, obecnie zaliczany jest do zatoczkowatych w randze plemienia Ancylini.

## Rodzaje
- Ancylus
- Ferrissia
- Gundlachia
- Hebetoncylus
- Laevapex
- Rhodacmaea
- Rhodacme

Rodzajem typowym jest Ancylus.

## Gatunki zaliczane do fauny Polski
W Polsce występują 2 gatunki:
- Ancylus fluviatilis – przytulik strumieniowy
- Ferrissia clessiniana – przytulik Wautiera, klasyfikowany też jako Ferrissia fragilis